# Petre Duminică
Petre Duminică (* 28. Dezember 1923 in Drăganu, Kreis Argeș; † 1997 in Bukarest) war ein rumänischer Politiker der Rumänischen Kommunistischen Partei PCR (Partidul Comunist Român) und Diplomat, der unter anderem zwischen 1979 und 1983 Botschafter in der Volksrepublik Bulgarien war.

## Leben
Petre Duminică besuchte nach der Grundschule zwischen 1938 und 1941 die Berufsschule in Pitești und absolvierte dort zeitgleich bis November 1941 eine Berufsausbildung in einer Schlosserei. Anschließend arbeitete er zwischen November 1941 und 1946 als Schlosser in der „Malaxa“-Fahrzeug- und Maschinenfabrik in Bukarest und trat in dieser Zeit am 23. August 1944 in die Gewerkschaft ein. Er wurde im August 1945 auch Mitglied der damaligen Kommunistischen Partei Rumäniens PCdR (Partidul Comunist din Romania) und war von 1945 bis 1946 Verantwortlicher für Jugend, Propaganda und Agitation in der Parteigrundorganisation in der „Malaxa“-Fabrik sowie 1946 Agitator im Umfeld von Bukarest. Nachdem er 1948 erneut als Schlosser in der „Malaxa“-Fabrik gearbeitet hatte, fungierte er zwischen 1948 und 1950 als Sekretär des Komitees der Kommunistischen Jugendorganisation UTM (Uniunea Tineretului Muncitor) im Bukarester Distrikt „23 August“ und besuchte zudem 1949 einen dreimonatigen Parteilehrgang in Breaza. Anschließend fungierte er von 1950 bis September 1951 als Sekretär des UTM-Komitees in der in „23 August“-Fabrik umbenannten bisherigen „Malaxa“-Fabrik und war zugleich Mitglied des Büros des UTM-Stadtkomitees von Bukarest. 
Nachdem Duminică von 1951 bis 1953 ein Studium an der Parteihochschule „Ștefan Gheorghiu“ absolviert hatte, wechselte er in die zentrale Parteiverwaltung und war zunächst zwischen Juli 1953 und dem 30. Juli 1956 Instrukteur in der Abteilung Führungsorgane von Partei-, Gewerkschaften und Jugendorganisation des Zentralkomitees (ZK) der nunmehrigen Rumänischen Arbeiterpartei PMR (Partidul Muncitoresc Român). Daraufhin arbeitete er zwischen dem 30. Juli 1956 und dem 28. September 1959 als Gebietsinstrukteur in der Sektion Landwirtschaftliche Genossenschaftseinheiten in der ZK-Abteilung Organisation und fungierte vom 28. September 1959 bis 1965 erst als Sekretär für Organisation sowie anschließend zwischen 1965 und Februar 1968 als Erster Sekretär des PCR-Komitees im Kreis Argeș. Auf dem Neunten Parteitag der PCR (19. bis 24. Juli 1965) wurde er zunächst Kandidat des ZK der PCR und behielt diese Funktion nach seinen Bestätigungen auf dem folgenden Zehnten Parteitag der PCR (6. bis 12. August 1969) bis zum Elften Parteitag der PCR (24. bis 27. November 1974). 1965 wurde er für die PCR erstmals Mitglied der Großen Nationalversammlung (Marea Adunare Națională) und gehörte dieser bis 1969 als Vertreter des Wahlkreises Nr. 3 Drăganu im Kreis Argeș an.
Duminică, der auch ein Studium an der Fakultät Allgemeine Wirtschaftswissenschaften der Wirtschaftsakademie Bukarest ASE (Academia de Studii Economice din București) absolviert hatte, übernahm zwischen dem 19. November 1968 und dem 12. August 1971 die Funktion als stellvertretender Leiter der ZK-Abteilung Parteiverwaltung sowie daraufhin vom 12. August 1971 bis zum 19. April 1973 im Rang eines Abteilungsleiters stellvertretender Leiter der ZK-Abteilung Organisation. Am 19. April 1973 übernahm er in Personalunion die Funktionen als Erster Sekretär des PCR-Komitees sowie als Vorsitzender des Exekutivkomitees des Volksrates im Kreis Botoșani. Er wurde auf dem Elfte Parteitag der PCR (24. bis 27. November 1974) zum Mitglied des ZK der PCR gewählt und gehörte diesem Parteigremium bis zum darauf folgenden Zwölften Parteitag der PCR (19. bis 23. November 1979) an. 1975 wurde er abermals Mitglied der Großen Nationalversammlung und vertrat dort nunmehr bis 1980 den Wahlkreis Nr. 8 „Nicolae Bălcescu“ im Kreis Botoșani. Während seiner erneuten Parlamentszugehörigkeit war er zwischen dem 22. März 1975 und dem 1. April 1980 Mitglied des Ausschusses für Gesundheit, Arbeit,
Sozialversicherung und Umweltschutz. Er wurde außerdem am 3. November 1976 Mitglied der ZK-Kommission für Angelegenheiten der Partei- und Staatskader und war zwischen dem 7. März und dem 31. Oktober 1978 Leiter der Kanzlei des ZK der PCR.
Als Nachfolger von Ștefan Boboș übernahm Petre Duminică am 13. Januar 1979 das Amt als außerordentlicher und bevollmächtigter Botschafter in der Volksrepublik Bulgarien und bekleidete diesen diplomatischen Posten bis zum 12. September 1983, woraufhin Gheorghe Cioară ihn ablöste. Nach seiner Rückkehr fungierte er zwischen dem 23. September 1983 und dem 1. Juni 1984 in Personalunion noch als Erster Sekretär des PCR-Komitees sowie als Vorsitzender des Exekutivkomitees des Volksrates im Kreis Giurgiu. 

### Ehrungen und Auszeichnungen
Für seine langjährigen Verdienste wurde Petre Duminică mehrfach ausgezeichnet und erhielt unter anderem die Medaille der Arbeit („Medalia Muncii“), 1959 Orden der Arbeit Dritter Klasse (Ordinul Muncii), 1961 die Medaille „40 Jahre Gründung der P.C.R.“, 1962 den Orden der Arbeit Zweiter Klasse, 1964 den Orden 23. August Vierter Klasse, 1964 die Medaille „20. Jahrestag der Befreiung der Heimat“, 1965 den Stern der Sozialistischen Republik Rumänien Fünfter Klasse (Ordinul Steaua Republicii Socialiste România), 1966 den Orden Tudor Vladimirescu Dritter Klasse (Ordinul Tudor Vladimirescu), 1971 den Orden 23. August Dritter Klasse, 1974 den Stern der Sozialistischen Republik Rumänien Dritter Klasse sowie 1974 schließlich den Titel „Held der sozialistischen Arbeit“ (Erou al Republicii Socialiste România) und die Goldmedaille „Hammer und Sichel“.